# Damparis
Damparis es una localidad y comuna francesa situada en la región de Franco Condado, departamento de Jura, en el distrito de Dole y cantón de Dole-Sud-Ouest.

## Demografía
| 3120 | 3140 | 3086 | 2680 | 2704 | 2799 | 2871 |
| Para los censos de 1962 a 1999 la población legal corresponde a la población sin duplicidades (Fuente: INSEE [Consultar]) |      |      |      |      |      |      |